# Mustafa Özer
Mustafa Özer (* 27. August 1969 in Siirt) ist ein ehemaliger türkischer Fußballspieler und -trainer. Sein jüngerer Bruder Hasan Özer war ebenfalls als Profifußballspieler aktiv gewesen und schaffte es wie Mustafa zum Nationalspieler.

## Spielerkarriere

### Verein
Özer begann mit dem Vereinsfußball in der Jugend des Vereins seiner Heimatverein, in der von Siirt Köy Hizmetleri YSE. Zum Sommer 1989 wurde er bei diesem Zweitligisten in den Profikader involviert und absolvierte in seiner ersten Saison neun Spiele. Bereits in seiner zweiten Saison für Siirt KH eroberte er sich einen Stammplatz und machte auf sich aufmerksam.
Im Sommer 1992 wechselte Özer zusammen mit seinem Bruder Hasan zum Erstligisten Gaziantepspor. Hier steigerte er sich schnell zum Leistungsträger seines Teams und hatte großen Anteil daran, dass seine Mannschaft die Saison 1994/95 auf dem 7. Tabellenplatz beendete. Auf seine Leistungen wurde der türkische Nationaltrainer Fatih Terim aufmerksam und verpflichtete Özer in die türkische Nationalmannschaft und nahm mit der Türkischen Nationalmannschaft an einem 30-tägigen amerikanischen Trainingscamp teil.
Nach diesem Turnier verpflichtete ihn der türkische Spitzenklub Fenerbahçe Istanbul. Bei diesem Verein wurde Özer vom brasilianischen Trainer Carlos Alberto Parreira kaum berücksichtigt. Nachdem er bis zur Winterpause lediglich vier Pflichtspieleinsätze für Fenerbahçe absolviert hatte, wurde er für die Rückrunde an den Ligakonkurrenten Karşıyaka SK ausgeliehen.
Zum Sommer 1996 kehrte Özer zu Fenerbahçe zurück und wurde anschließend an den Erstligisten Dardanelspor abgegeben. Hier spielte er nur eine Saison und wechselte dann innerhalb der Liga zu Vanspor. Nach einem Jahr für Vanspor wechselte Özer erneut seinen Verein und ging zum Zweitligisten Elazığspor.

### Nationalmannschaft
Özer wurde während seiner Zeit bei Gaziantepspor vom türkischen Nationaltrainer Fatih Terim im Rahmen eines dreißigtägigen Nationalmannschaftsspielcamps in Nord- und Südamerika in den Kader der türkischen Nationalmannschaft nominiert. Terim nominierte für dieses Länderspielcamp neben routinierten Nationalspielern auch eine Reihe von Neulinge, u. a. auch Özer. Nachdem Özer gegen die Kanadische Nationalmannschaft sein Länderspiel gegeben hatte, absolvierte er während dieses Nationalmannschaftsspielcamps drei weitere Partien. Nach diesem Camp wurde er nicht mehr für die Nationalelf berücksichtigt.

## Trainerkarriere
Im Anschluss an seine Fußballspielerkarriere wechselte Özer ins Trainerfach und betreute als erste Tätigkeit seinen Heimatvereine Siirtspor. Anschließend arbeitete er für eine Vielzahl von Dritt- oder Viertligisten.